# ヘンドリック3世・ファン・ナッサウ＝ブレダ

ヘンドリック3世の紋章。第1および第4クォーターはナッサウの紋章、第2および第3クォーターはブレダおよびヴィアンデンの紋章である

ヘンドリック3世・ファン・ナッサウ＝ブレダ（オランダ語：Hendrik III van Nassau-Breda, 1483年1月12日 - 1538年9月14日）は、ブレダ領主、デ・レック領主およびディーツ領主、ナッサウ伯（ハインリヒ3世）。
ナッサウ＝ジーゲン伯ヨハン5世とエリーザベト・フォン・ヘッセン＝マールブルクの息子としてジーゲンで生まれた。弟にナッサウ＝ジーゲン伯ヴィルヘルム1世（ウィレム1世沈黙公の父）がいる。

## 生涯
1499年、ヘンドリックの伯父エンゲルブレヒト2世は、ヘンドリックをブルゴーニュ領ネーデルラントに後継者として招いた。1501年から1503年にかけてフィリップ美公とともにカスティーリャを旅した。1504年にエンゲルブレヒト2世が死去すると、ヘンドリックはネーデルラントのナッサウ家の領地を相続したが、これにはブラバント公領の裕福なブレダ領主権も含まれていた。翌年、ヘンドリックは金羊毛騎士団の騎士に選ばれた。1505年から1506年にかけて再びスペインを訪れ、若きカール5世の側近、および侍従（1510年）となり、1521年にギヨーム・ド・クロイが死去すると、上級侍従となった。カール5世とヘンドリックの良好な関係は、ヘンドリックの死後、カール5世が新たな上級侍従を任命しなかったことからも明らかである。ヘンドリックはブラバント大猟官に任命され、生涯務めた。
ヘンドリックは1519年にカール5世をローマ王に選出した一人であった。また、1530年にボローニャで行われたカール5世の皇帝戴冠式にも出席した。1515年以来枢密院の一員であり、1525年から1526年にかけてはマルグリット・ドートリッシュの枢密院の一員であった。彼は一時的にゲルデルン総督を務め、1515年から1521年にかけてはホラントとゼーラントの総督を務めた。1522年から1530年にかけて（カール5世に随伴して）、および1533年から1534年にかけて（妻と息子とともに）再びスペインに滞在した。

## 軍歴
ヘンドリックはネーデルラントで重要な軍司令官を務め、1508年にブラバントをゲルデルンから守った。1511年から1513年にかけてはゲルデルンとの戦争で総司令官を務め、1514年までマクシミリアン1世とともにフランスと戦い、ギネガテの戦い（1513年）に参加した。1516年から1521年にかけては再びゲルデルンとフランスに対する軍を指揮し、1518年にゲルデルン公カレル・ファン・エフモントが雇っていた傭兵団を破り、1521年にはスダン領主ロベール3世・ド・ラ・マルクを破った。また、同年エノーに侵攻したフランス王フランソワ1世を撃退した。その後、ヘンドリックはトゥルネーを征服した。

## 信仰
1530年にアウクスブルク議会に出席したヘンドリックは、最初はマルティン・ルターとその教えに反対していなかったが、後にカール5世に倣い、頑固なカトリック教徒であり続けた。ヘンドリックは、ルター派になった弟ヴィルヘルム1世の選択を認めなかったが、生涯を通じてヴィルヘルム1世を支え続けた。ヘンドリックは、スペインやイタリアへの旅で出会ったルネサンス、特にその芸術に非常に感銘を受けた。たとえば、ヘンドリックは1536年にイタリアの建築家トマソ・ヴィンシドール・ダ・ボローニャに、ブレダの城をルネサンス様式で完全に再建するよう依頼した。これは、アルプス以北では最初のルネサンス様式の建物の1つとなった。しかし、ヘンドリックの関心は表面的なものだったようである。デジデリウス・エラスムスはヘンドリックを「精神的な科学の友人」としか考えていなかった。

## 結婚と死
ヘンドリックは3回結婚した。

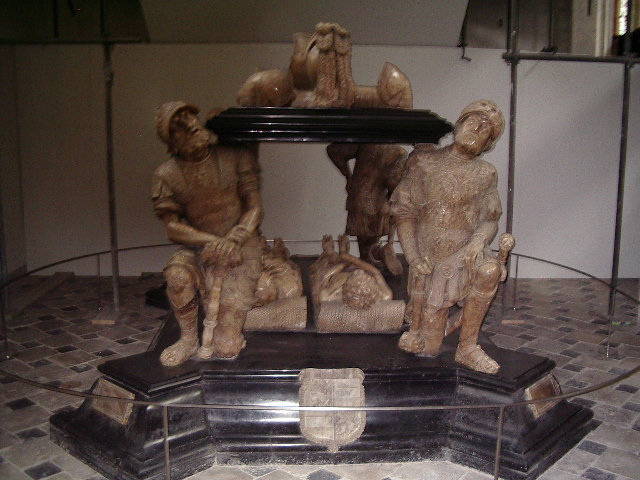
ブレダの聖母教会にあるエンゲルブレヒト2世の墓像。ヘンドリック3世とその息子ルネがこの下に埋葬されている。

1503年8月3日にサヴォイア＝ローモン伯ジャコモとサン＝ポル女伯マリー・ド・リュクサンブールの娘フランソワーズ・ルイーズ・ド・サヴォワ（1486年以前 - 1511年9月17日）と結婚した。この結婚で子供は生まれなかった。
1515年5月にオランジュ公ジャン2世の娘クロード・ド・シャロン（1498年 - 1521年5月31日）と結婚し、1男が生まれた。
- ルネ（1519年 - 1544年）[3] - 1530年に母の弟フィリベールの跡を継いでオランジュ公となる

1524年6月26日にメンシア・デ・メンドーサ・イ・フォンセカ（1508年 - 1554年）と結婚し、1男が生まれた。
- 男子（1527年3月） - 生後数時間で夭逝

ヘンドリックには他に嫡子はいなかったが、庶子が何人かいたことは知られている。その中には、父の死後に嫡出となったアレクシス・ファン・ナッサウ＝コロイとエリーザベト・ファン・ナッサウがおり、どちらも子孫を残した。子孫の一人に、初代グリムベルゲン公フィリップ・フランソワ・ド・ベルゲンがいる。
メンシア・デ・メンドーサ・イ・フォンセカとの3度目の結婚は、スペインと低地諸国の貴族を融合させようというカール5世の計画の一環として行われた。しかし、スペイン人からはヘンドリックは騒々しく野蛮なドイツの成金とみなされ、あまり好かれていなかった。1538年にブレダで死去すると、一人息子ルネが跡を継いだが、ルネ自身はわずか数年後の1544年に戦死した。ヘンドリックは、ブレダの聖母教会にある伯父エンゲルブレヒト2世のために建てた墓像の下に埋葬されている。